# Hyalolaena
Hyalolaena là chi thực vật có hoa trong họ Apiaceae.